# Naturschutzgebiet Eifgenbach und Seitentäler
Das Naturschutzgebiet Eifgenbach und Seitentäler ist ein Naturschutzgebiet südlich von Hilgen zwischen Markusmühle und Schöllerhof in der Stadt Burscheid im Rheinisch-Bergischen Kreis.

## Beschreibung
Das Naturschutzgebiet umfasst den Mittel- und Unterlauf des Eifgenbachs bis zur Mündung in die Dhünn westlich von Schöllerhof. Es handelt sich um ein Kerbsohlental mit steilen Hängen und einer durchschnittlichen Breite von etwa 100 m. Der Eifgenbach mäandert darin mit einer Breite zwischen 3 und 10 m. Er ist naturnah ausgebildet und wird begleitet von Erlen- und Eschenwald sowie Uferhochstauden- und Pestwurzfluren. Der Talgrund besteht aus Fettweiden, Feuchtwiesen, magereren Weiden und feuchten Grünlandbrachen. Westlich des Gehöfts Luchtenberg spaltet sich der Eifgenbach im Bereich eines ehemaligen Teiches in eine Vielzahl von Armen auf, die ausgedehnte Schotter-, Sand- und Schlammbänke durchfließen. Hier sieht man Weidengebüsche, Brennnesselfluren und Rohrglanzgrasröhrichte ausgebreitet. Weiter südlich folgt ein Teich. Von jetzt an verengt sich das Tal sehr auffällig. Im Bereich des ehemaligen inzwischen abgerissenen Bökershammer  und weiter bachabwärts trifft man auch felsige Prallhänge an. Stellenweise fließt der Bach auch im anstehenden Fels. Auf dem weiteren Weg münden von beiden Seiten mehrere steile Siefentäler mit ihren Quellbächen in den Eifgenbach.

## Schutzziele
Der Naturschutz dient der Erhaltung und Entwicklung eines zusammenhängenden, in weiten Teilen naturnahen, für den Biotopverbund herausragend wertvollen Bachtalsystems einschließlich seiner zahlreichen zulaufenden Seitensiefen, Grünlandflächen und begleitenden naturnahen Laubholzbeständen. Die Schutzziele dienen
- Zur Erhaltung und Entwicklung eines zusammenhängenden und in weiten Teilen naturnahen, für den regionalen Biotopverbund besonders wichtigen Bachtalsystems, einschließlich seiner zulaufenden zahlreichen Seitensiefen, Grünlandflächen sowie begleitenden naturnahen Laubholzbeständen,
- Zur Erhaltung, Entwicklung und Pflege des vielgestaltigen Biotopkomplexes als Lebensraum vieler seltener und gefährdeter Pflanzen- und Tierarten, zu nennen sind hier vor allem die Fischarten Fluss- und Bachneunauge, sowie die Groppe
- Zur Erhaltung und Entwicklung von Nass- und Feuchtgrünland, Auwäldern, Ufergehölzen und naturnahen Quellbereichen,
- Zur Erhaltung von Quellbereichen sowie für das Rheinland bedeutenden einmaligen Moosflora und Lebensraum für Farne,
- Zur Erhaltung eines geowissenschaftlich wertvollen ehemaligen Steinbruchs mit Rippelmarken in der Umgebung von Bökershammer.[2]

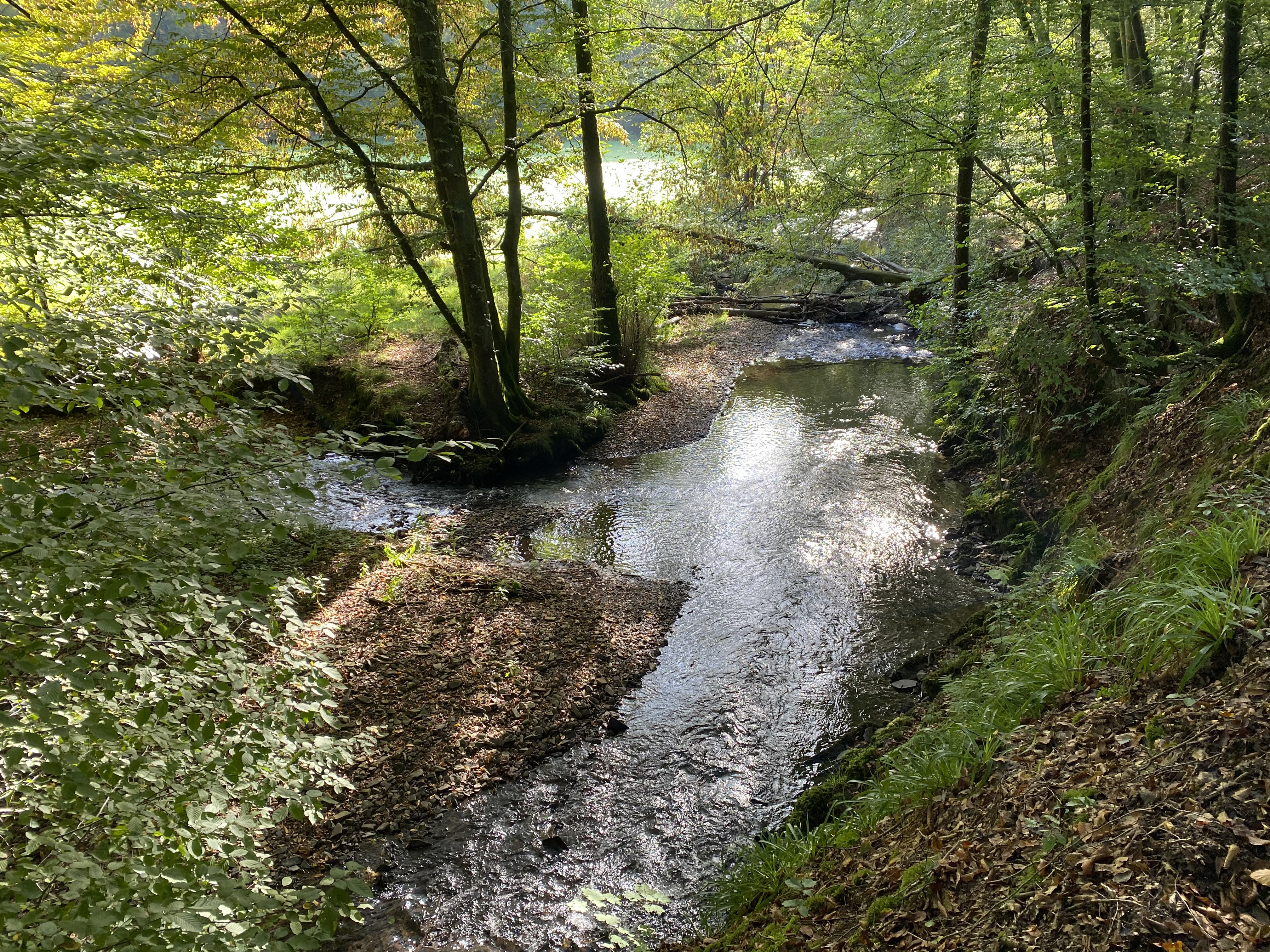
Eifgenbach am südl. Ende des NSG
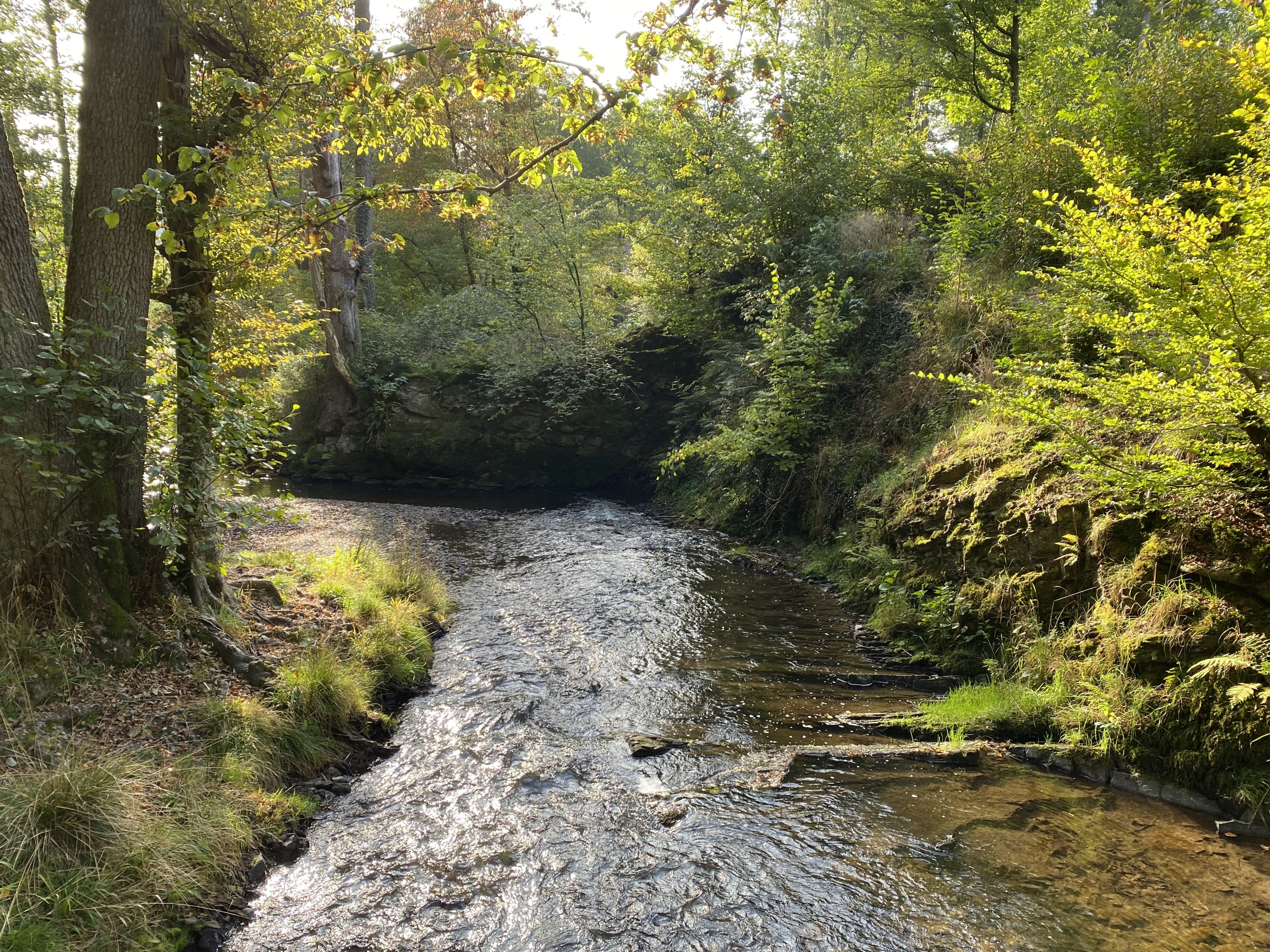
Steiler Prallhang des Eifgenbaches am südl. Ende des NSG
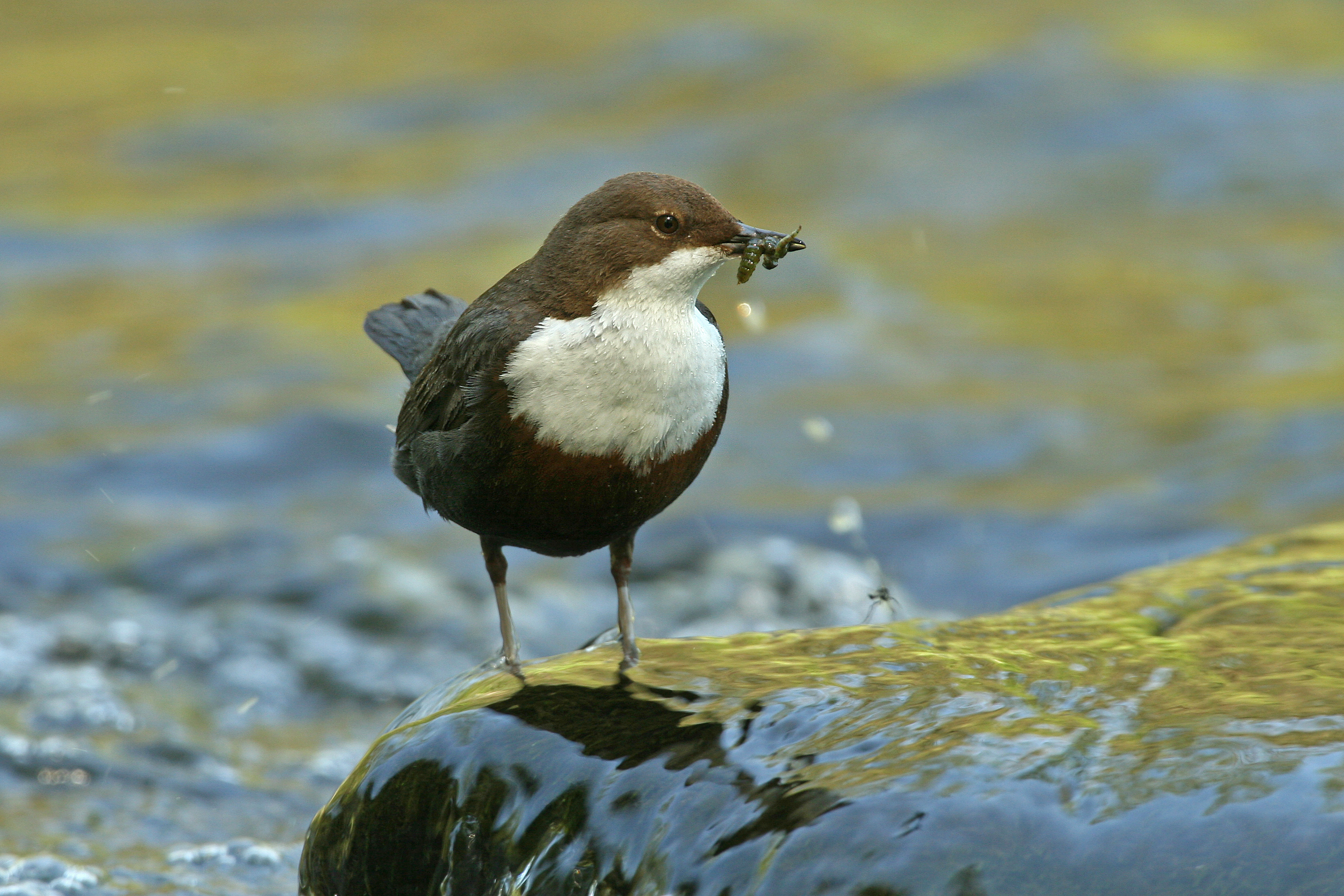
Die Wasseramsel taucht im Eifgenbach nach  Insekten
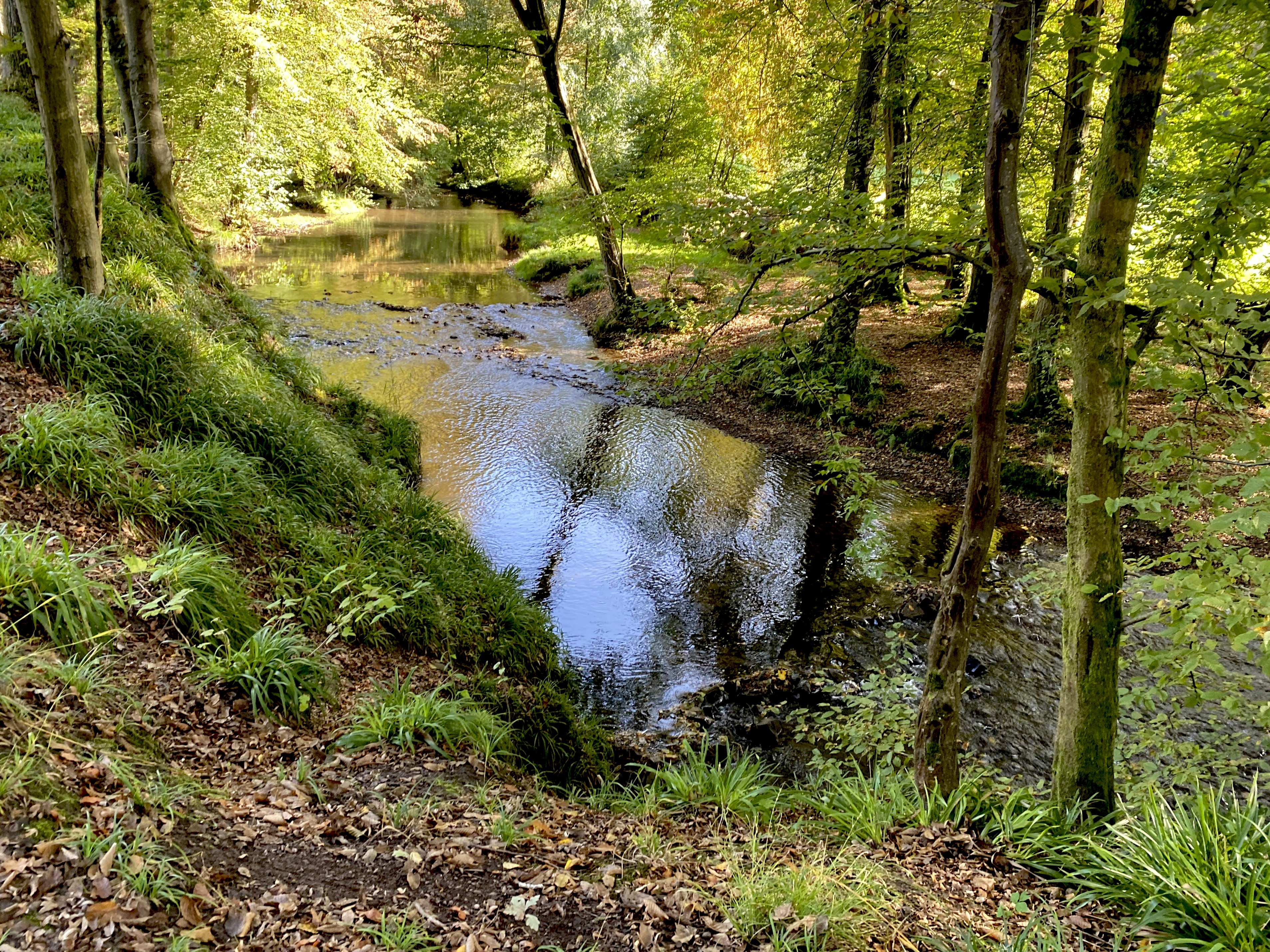
Hainsimsen-Buchenwald begleitet den Eifgenbach
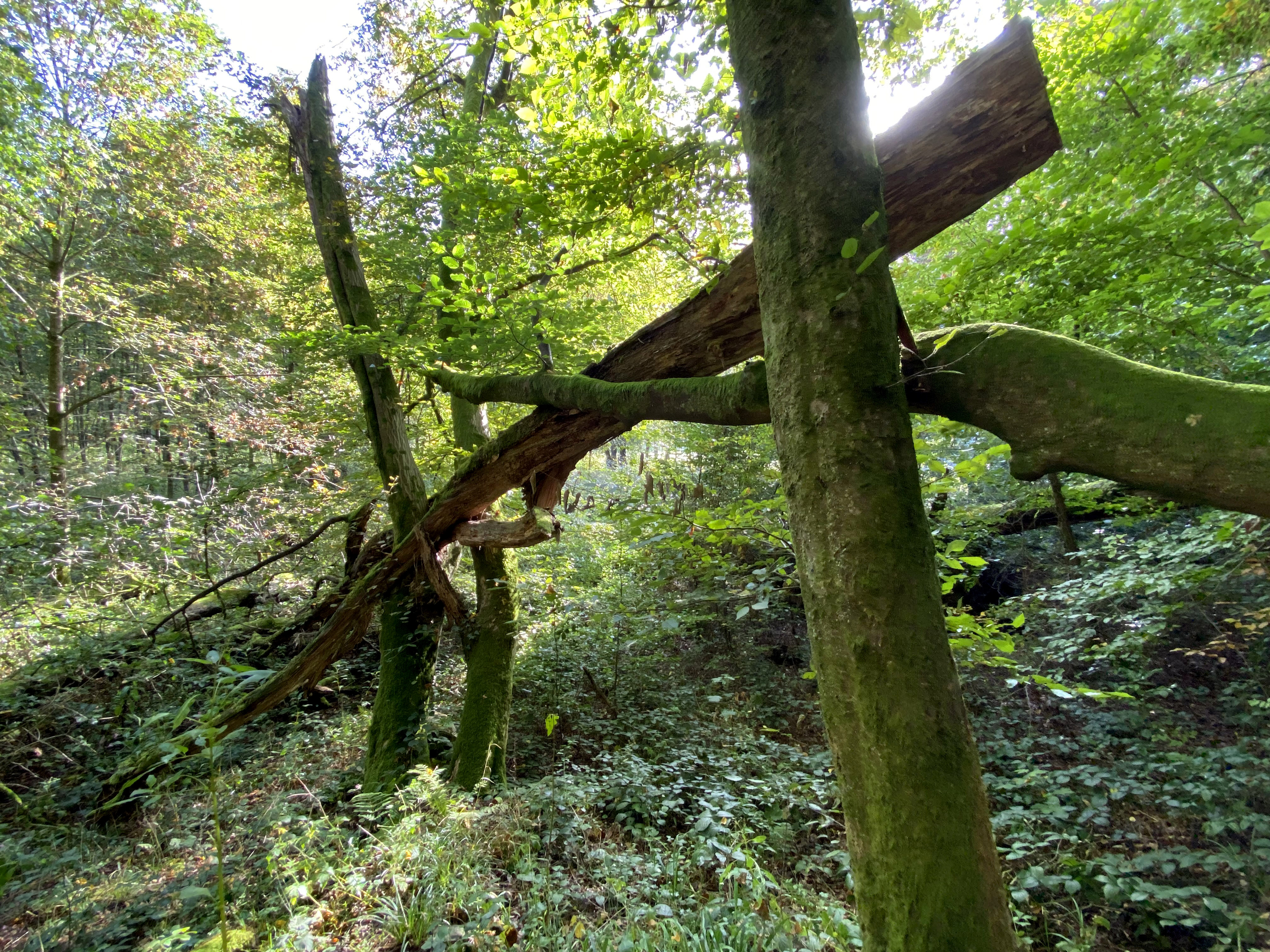
Totholz – lebenswichtig für Insekten und Vögel
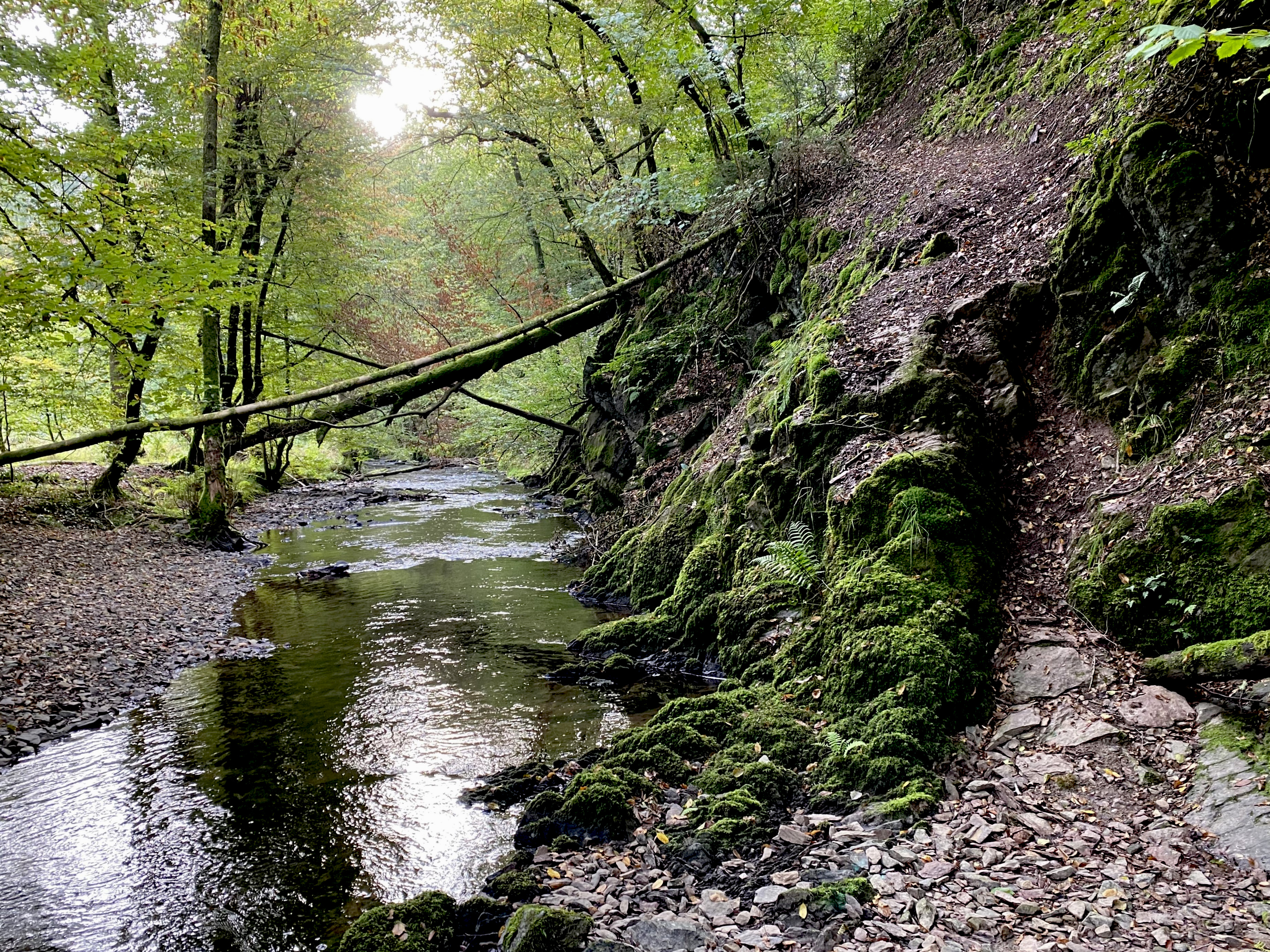
Felsiger Prallhang des Eifgenbaches
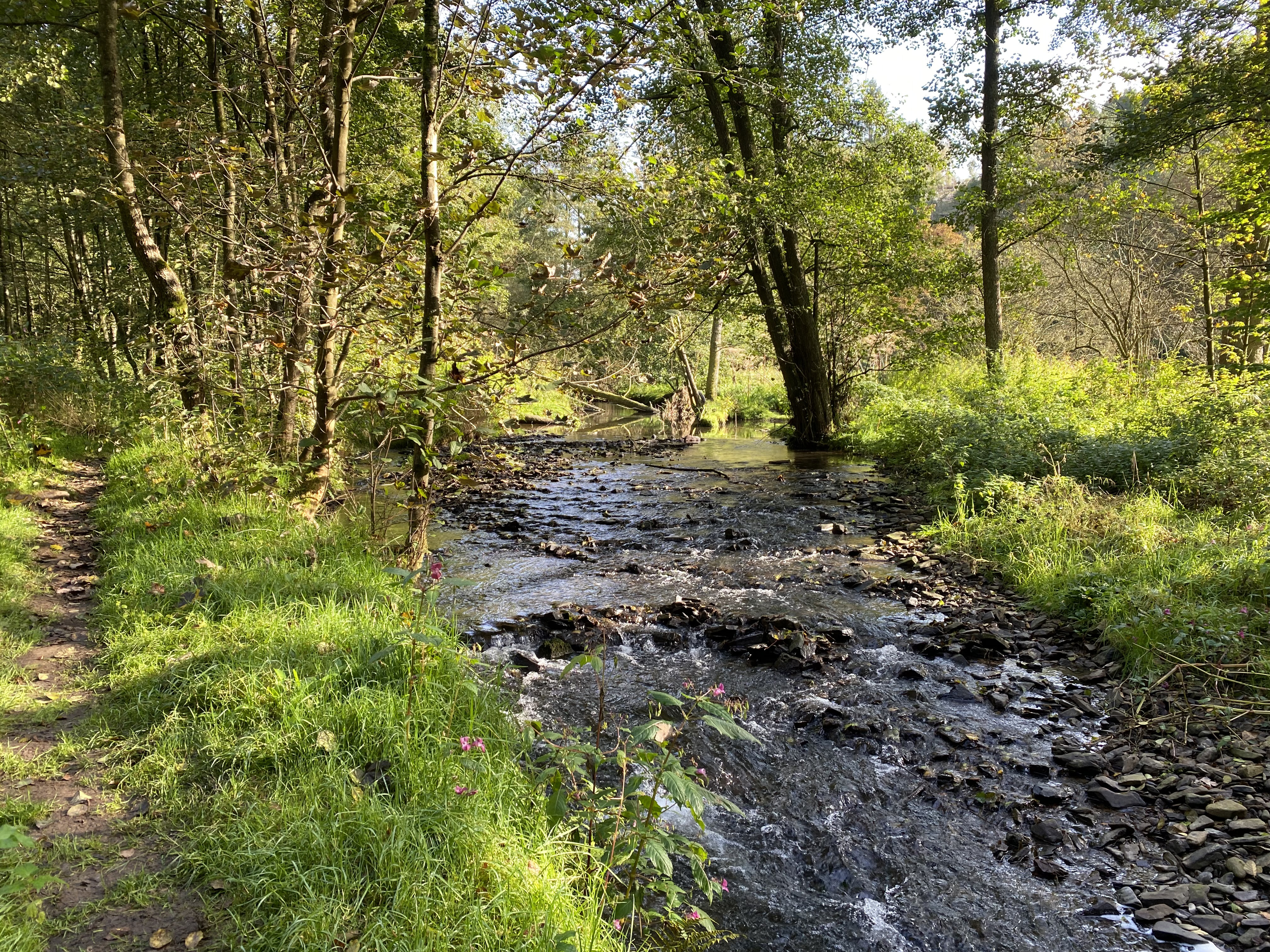
Eifgenbach mit hoher Fließdynamik
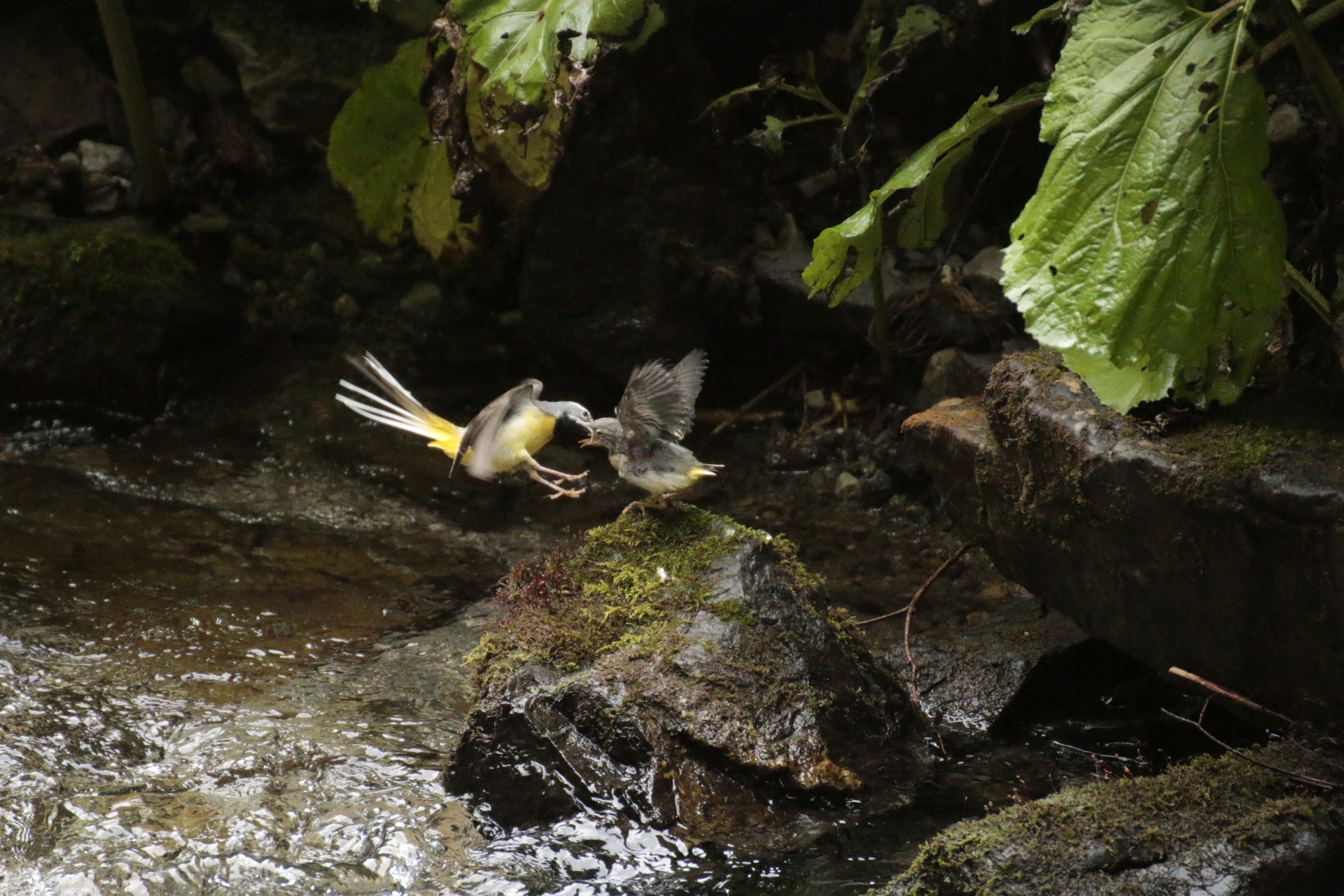
Gebirgsstelze bei Fütterung
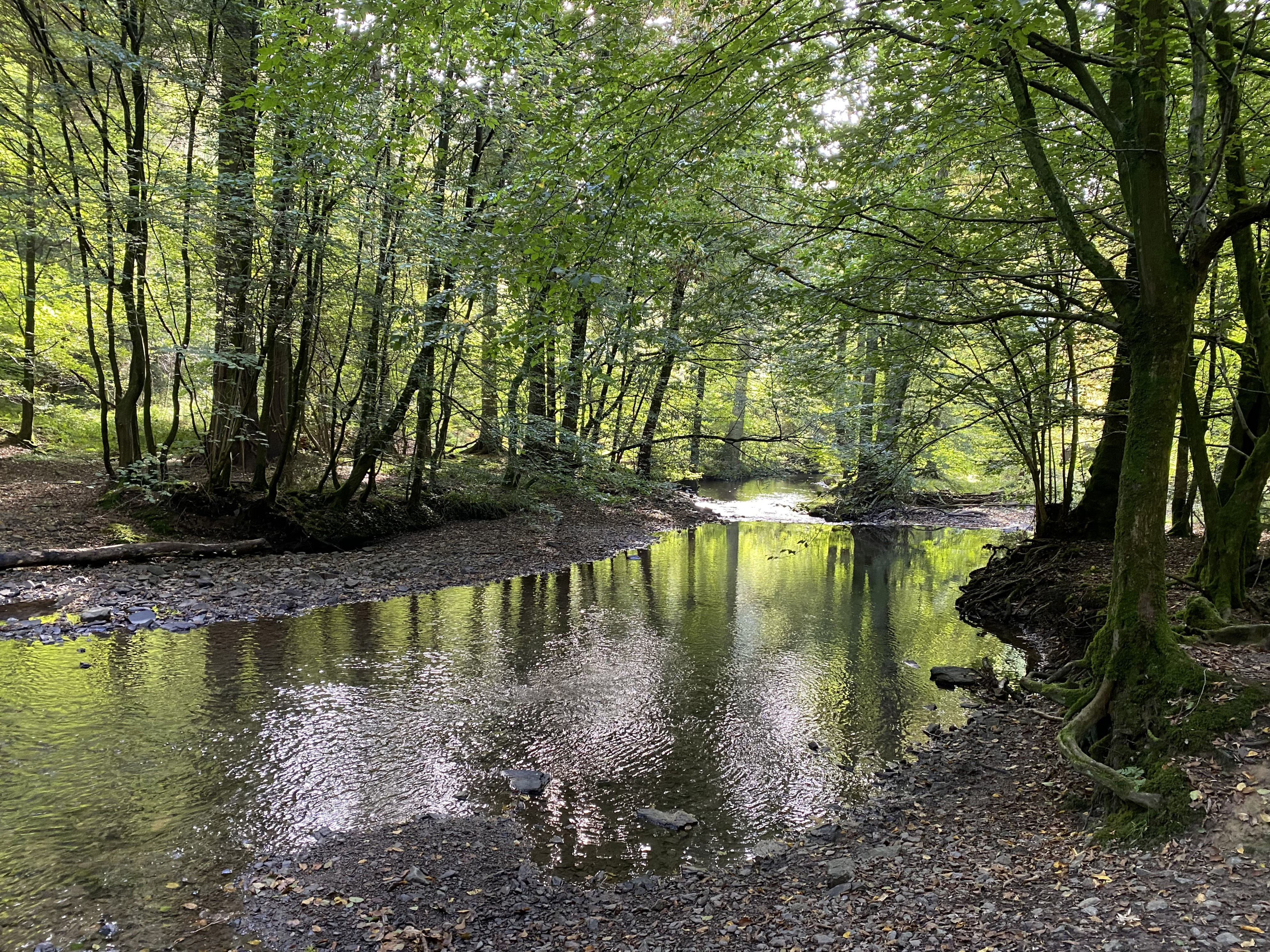
Eifgenbach mit geringer Fließdynamik
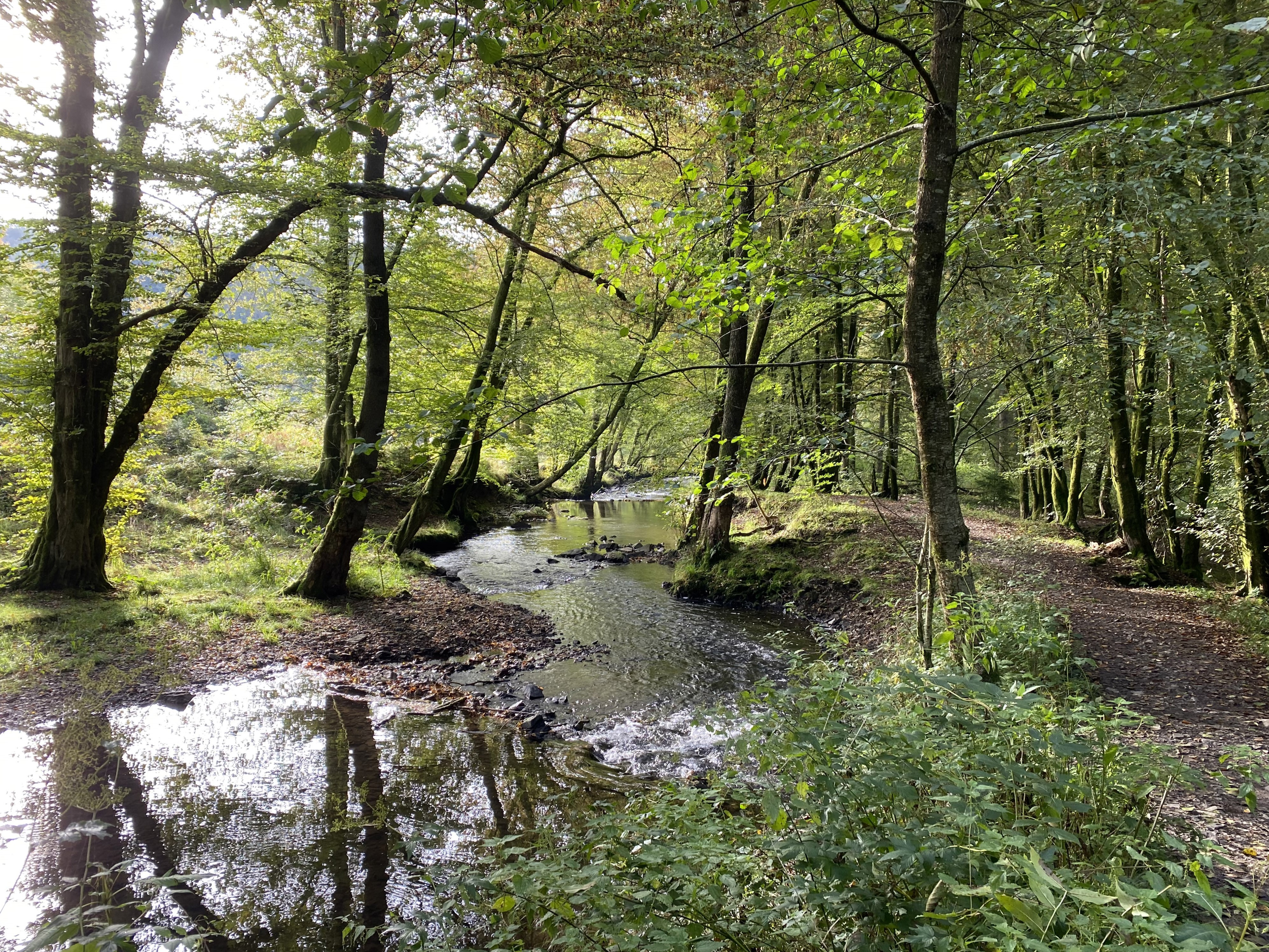
Naturnaher Verlauf des Eifgenbaches
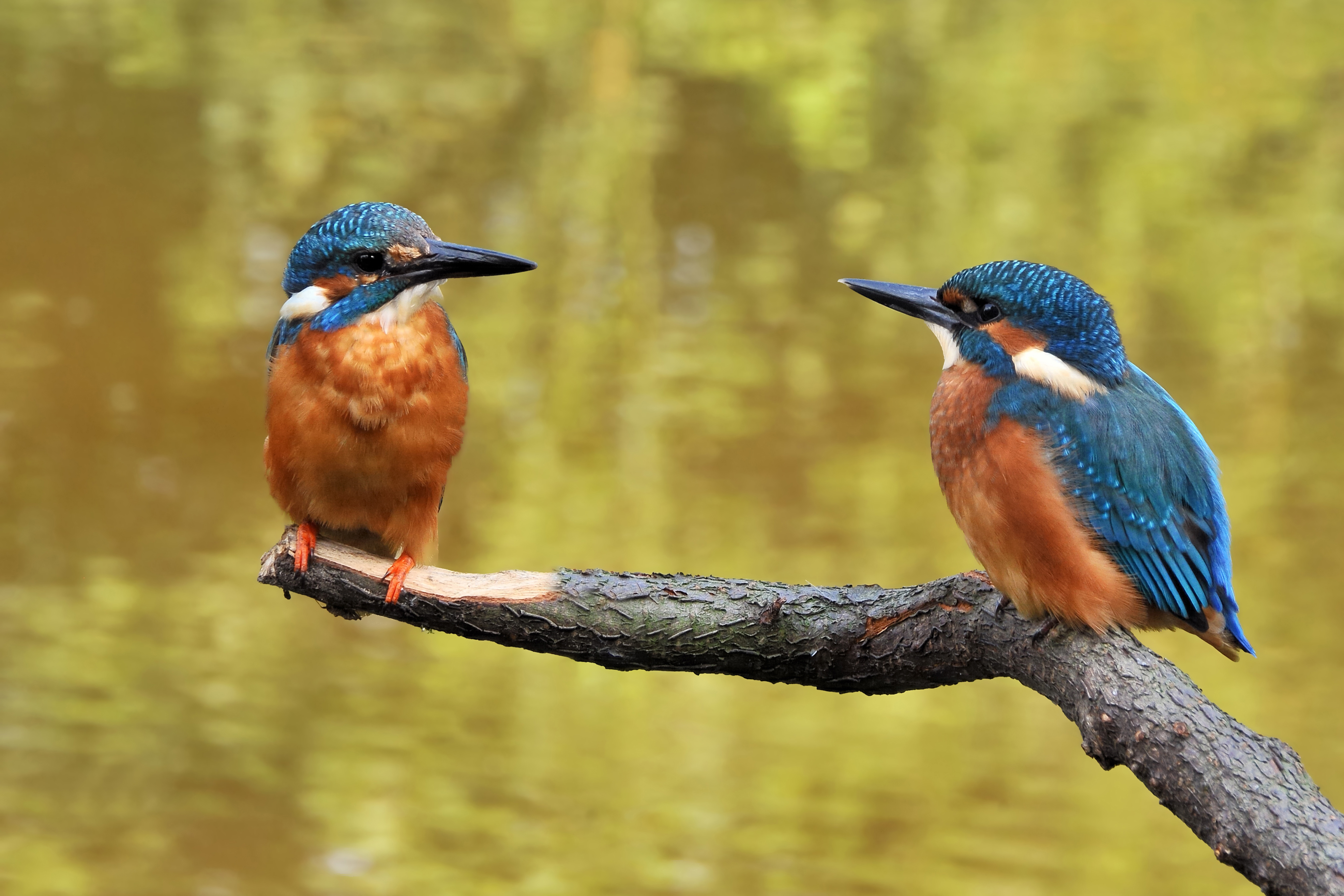
Eifgenbach – Jagdrevier des Eisvogels
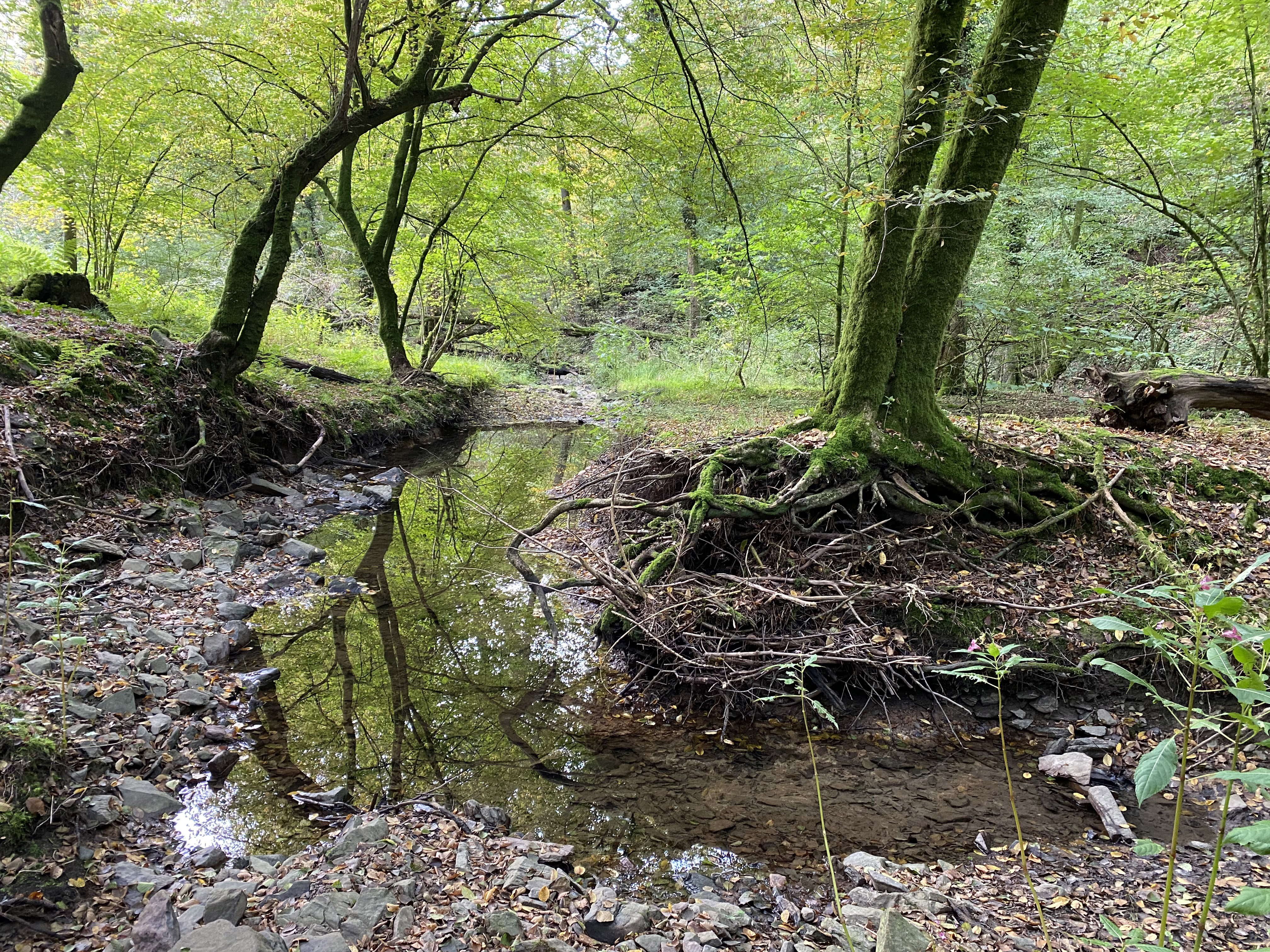
Stillgewässer neben dem Eifgenbach
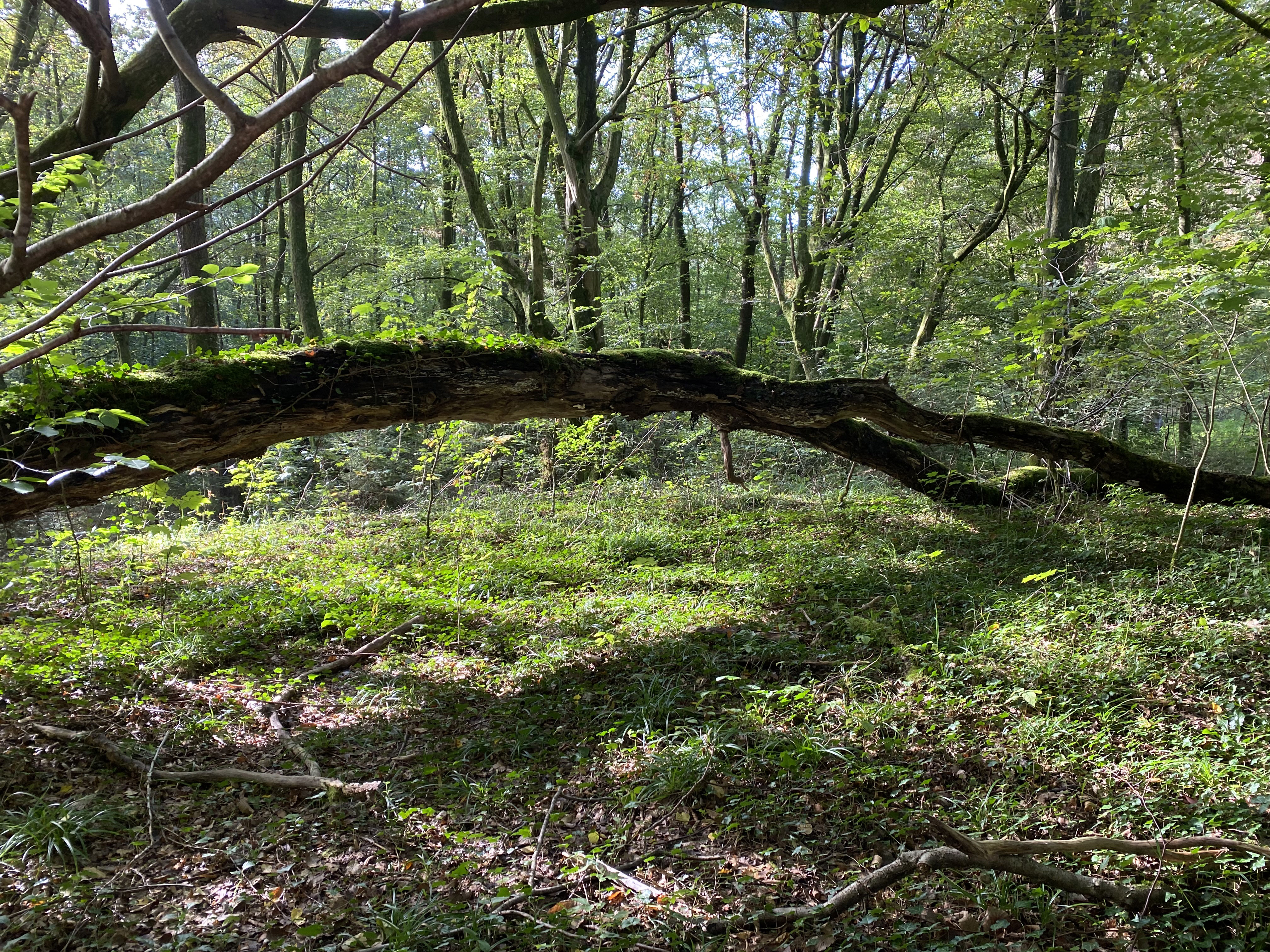
Aus Totholz entsteht neues Leben

## FFH-Gebiet
Ein Teilbereich des Naturschutzgebiets ist ebenfalls ein Teilgebiet des FFH-Gebiets Dhünn und Eifgenbach (Gebietsnummer DE-4809-301). Hierbei handelt es sich vorwiegend um den Eifgenbach und angrenzende Uferbereiche.